# Легка вага в боксі
Легка вага (англ. lightweight) — вагова категорія у боксі. Виступають боксери до 61,2 кг.(135 фунтів).

## Чемпіони
Чоловіки
| Організація | Дата здобуття     | Чемпіон           | Рекорд         | Захисти |
| ----------- | ----------------- | ----------------- | -------------- | ------- |
| WBA         | 16 листопада 2023 | Джервонта Девіс   | 30–0-1 (28 KO) | 2       |
| WBC         | 16 листопада 2023 | Шакур Стівенсон   | 24–0 (11 KO)   | 3       |
| IBF         | 09 червня 2025    | Реймонд Мураталла | 23–0 (17 KO)   | 0       |
| WBO         |                   | Вакантний         |                |         |

Жінки
| Організація | Дата здобуття  | Чемпіон     | Рекорд      | Захисти |
| ----------- | -------------- | ----------- | ----------- | ------- |
| WBA         | 28 жовтня 2017 | Кеті Тейлор | 23-1 (6 KO) |         |
| WBC         | 1 липня 2019   | Кеті Тейлор | 23-1 (6 KO) |         |
| IBF         |                | Вакантний   |             |         |
| WBO         |                | Вакантний   |             |         |

## Рейтинги

### The Ring
Станом на 13 серпня 2022.
Легенда:
 Ч  Чинний чемпіон світу за версію журналу The Ring
| Ранг | Ім'я             | Рекорд (W–L–D) | Титул(и) |
| ---- | ---------------- | -------------- | -------- |
| Ч    | Девін Хейні      | 28–0 (15 KO)   |          |
| 1    | Джордж Камбосос  | 20–1 (10 KO)   |          |
| 2    | Василь Ломаченко | 16–2 (11 KO)   |          |
| 3    | Джервонта Девіс  | 27–0 (25 KO)   | WBC      |
| 4    | Раян Гарсія      | 23–0 (19 KO)   |          |
| 5    | Ісаак Крус       | 23–2–1 (16 KO) |          |
| 6    | Джозеф Діас      | 32–2-1 (15 KO) |          |
| 7    | Річард Коммі     | 30–4 (27 KO)   |          |
| 8    | Вільям Зепеда    | 26–0 (23 KO)   |          |
| 9    | Френк Мартін     | 16–0 (12 KO)   |          |
| 10   | Мішель Рівера    | 23–0 (14 KO)   |          |

### BoxRec
Станом на 23 серпня 2022.
| Ранг | Ім'я                  | Рекорд (W–L–D) | Титул(и) |
| ---- | --------------------- | -------------- | -------- |
| 1    | Джервонта Девіс       | 27–0 (25 KO)   | WBC      |
| 2    | Девін Хейні           | 28–0 (15 KO)   |          |
| 3    | Джордж Камбосос       | 20–1 (10 KO)   |          |
| 4    | Василь Ломаченко      | 16–2 (11 KO)   |          |
| 5    | Джозеф Діас           | 32–2-1 (15 KO) |          |
| 6    | Густаво Даніель Лемос | 28–0 (18 KO)   |          |
| 7    | Ісаак Крус            | 23–2–1 (16 KO) |          |
| 8    | Єремія Накатіла       | 23–2 (19 KO)   |          |
| 9    | Шуїчіро Йошіно        | 15–0 (11 KO)   |          |
| 10   | Заур Абдуллаєв        | 15-1–0 (9 KO)  |          |
| 11   | Джамейн Ортіс         | 16–0-1 (8 KO)  |          |

## Найдовші чемпіонські терміни
|     | Боксер         | Чемпіонський термін         | Чемпіонство | Захисти |
| --- | -------------- | --------------------------- | ----------- | ------- |
| 1.  | Бенні Леонард  | 7 років, 7 місяців, 17 днів | World       | 7       |
| 2.  | Артур Григорян | 7 років, 6 місяців, 20 днів | WBO         | 17      |
| 3.  | Джек Маколіфф  | 6 років, 7 місяці, 12 днів  | World       | 3       |
| 4.  | Роберто Дюран  | 6 років, 7 місяці, 5 днів   | WBA         | 12      |
| 5.  | Айк Вільямс    | 6 років, 1 місяць, 7 днів   | World       | 5       |
| 6.  | Джо Ганс       | 6 років, 27 днів            | World       | 10      |
| 7.  | Джо Браун      | 5 років, 7 місяців, 27 дні  | World       | 11      |
| 8.  | Мігель Васкес  | 4 роки, 29 днів             | IBF         | 6       |
| 9.  | Семмі Манделл  | 4 роки, 14 днів             | NBA         | 2       |
| 10. | Пол Спадафора  | 3 роки, 10 місяців          | IBF         | 7       |

## Аматорський бокс
До Другої світової війни у легкій вазі виступали боксери від 57,2 кг до 61,2 кг. На Олімпійських іграх 1948 виступали боксери від 58 кг до 62 кг. Після того до 2019 року виступали боксери від 57 кг до 60 кг. На Олімпійських іграх 2020 у легкій вазі виступали боксери від 57 кг до 63 кг. З 1 серпня 2021 року у легкій вазі знов стали виступати боксери до 60 кг.

### Олімпійські чемпіони
- 1904 —  Гаррі Спенджер
- 1908 —  Фредерік Грейс
- 1920 —  Семюель Мосберг
- 1924 —  Ганс Якоб Нільсен
- 1928 —  Карло Орланді
- 1952 —  Аврельяно Болоньєзі
- 1956 —  Річард Мактаггарт
- 1960 —  Казимир Паздзьор
- 1964 —  Юзеф Грудзень
- 1968 —  Ронні Гарріс
- 1972 —  Ян Щепанський
- 1976 —  Говард Девіс
- 1980 —  Анхель Еррера
- 1984 —  Пернелл Вітекер
- 1988 —  Андреас Цюлов
- 1992 —  Оскар Де Ла Хойя
- 1996 —  Хосін Солтані
- 2000 —  Маріо Кінделан
- 2004 —  Маріо Кінделан
- 2008 —  Олексій Тищенко
- 2012 —  Василь Ломаченко
- 2016 —  Робсон Консейсао
- 2020 —  Енді Круз Гомес